# Gerard Houckgeest

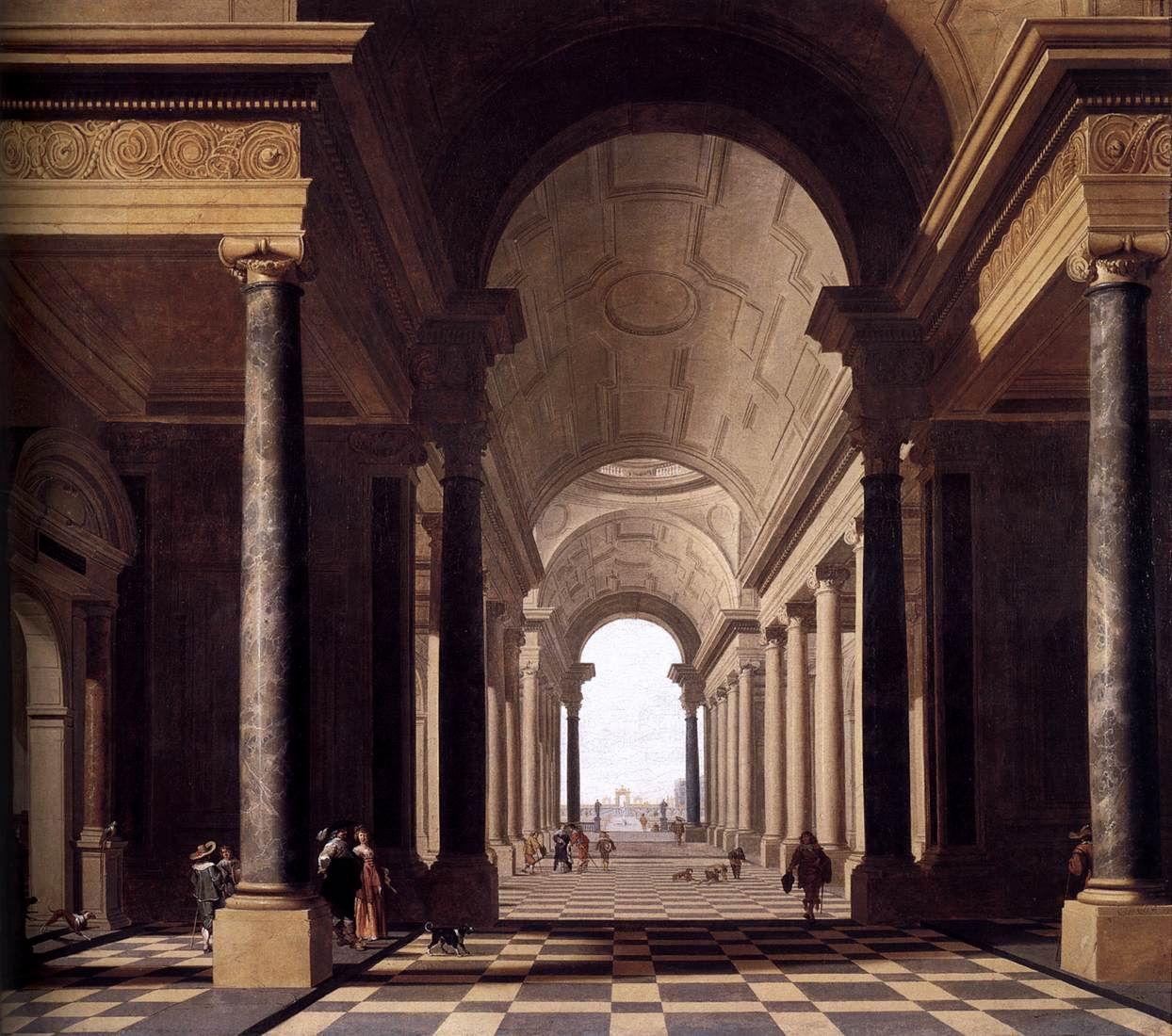
Gerard Houckgeest – Widok na arkady (1638)

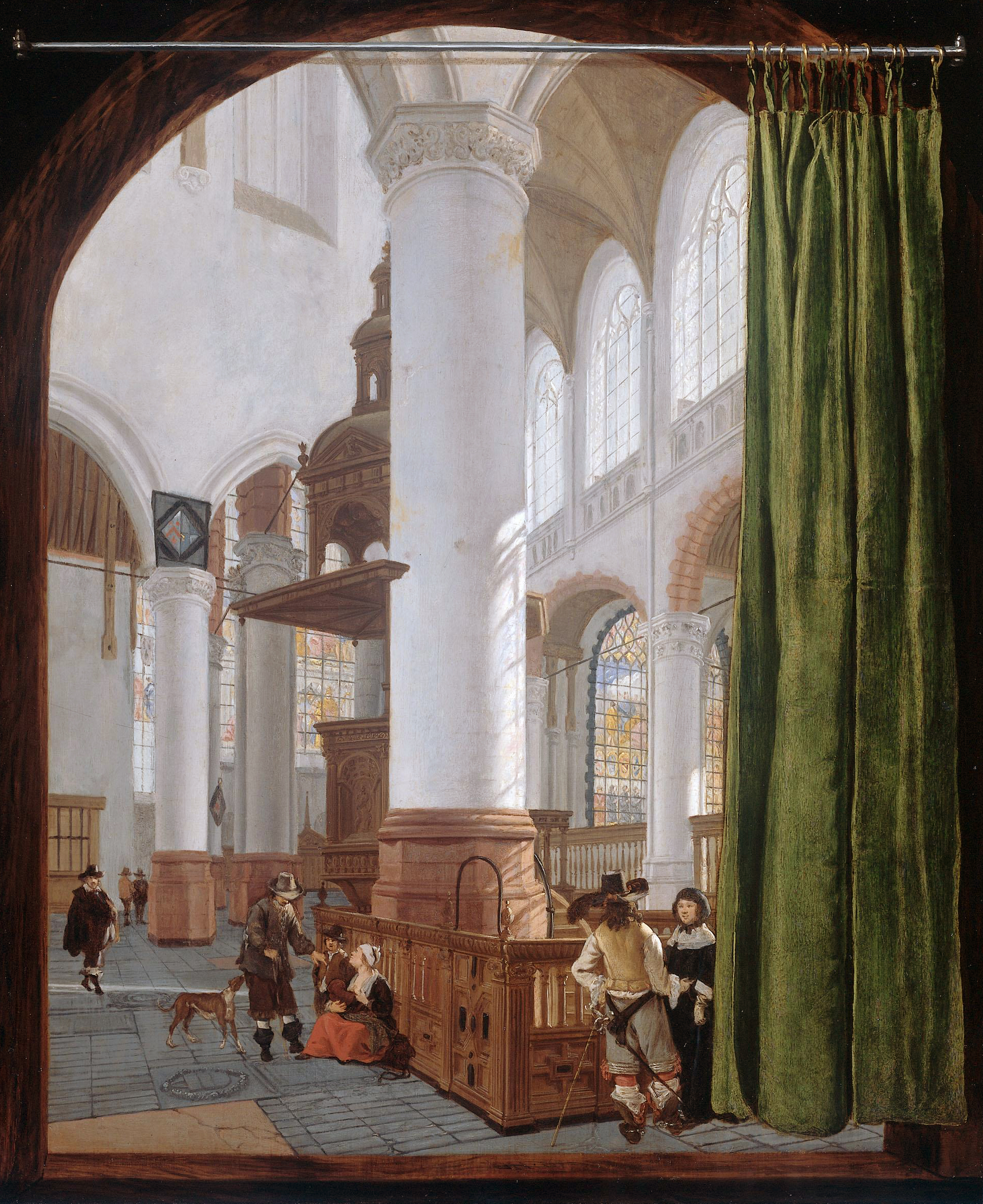
Gerard Houckgeest – Wnętrze starego kościoła w Delfcie, z amboną (1651)

Gerard Houckgeest, też Gerrit Hoeckgeest (ur. ok. 1600 w Hadze, zm. 1661 w Bergen op Zoom) – holenderski malarz epoki baroku, uprawiał wyimaginowane i rzeczywiste malarstwo architektoniczne.

## Życiorys
Prawdopodobnie był uczniem Bartholomeusa van Bassena w Hadze. W latach 1635–1640 przebywał i tworzył w Delfcie, być może odwiedził wtedy też Anglię. Następnie wrócił do Hagi, gdzie zaprojektował gobeliny do sali zgromadzeń parlamentu. 
Początkowo jego twórczość pozostawała pod wpływem van Bassena. Obrazy Houckgeesta przedstawiały wyimaginowane wnętrza budowli sakralnych i renesansowych budynków. Od 1650 roku malował już tylko rzeczywiste wnętrza kościołów, takich jak stary i nowy kościół w Delfcie. Wraz z Emanuelem de Witte i Hendrickiem van Vlietem Houckgeest wprowadził zupełnie nowy sposób przedstawiania wnętrz architektonicznych, wykorzystując nowatorską perspektywę diagonalną malarstwa hamburskiego.
Od 1651 roku mieszkał przez 2 lata w Steenbergen w pobliżu Rotterdamu. W 1653 roku osiedlił się w Bergen-op-Zoom w Brabancji Północnej, stał się znaczącym posiadaczem ziemskim i praktycznie przestał tworzyć.
Obrazy Houckgeesta znajdują się w Rijksmuseum w Amsterdamie, Mauritshuis w Hadze, Scottish National Gallery w Edynburgu, Kunsthalle w Hamburgu, Nationalmuseum w Sztokholmie i w zbiorach prywatnych.

## Wybrane dzieła
- Widok na arkady (1638), Scottish National Gallery, Edynburg
- Wnętrze starego kościoła w Delfcie, z amboną z 1548 (1651), Rijksmuseum, Amsterdaam
- Wnętrze nowego kościoła w Delfcie, z grobowcem Wilhelma Orańskiego (1651), Nationalmuseum, Sztokholm
- Arkady nowego kościoła w Delfcie, z grobowcem Wilhelma Orańskiego (1651), Mauritshuis, Haga